# Ebosia
Ebosia is een geslacht van straalvinnige vissen uit de familie van schorpioenvissen (Scorpaenidae).

## Soorten
- Ebosia bleekeri (Döderlein, 1884)
- Ebosia falcata Eschmeyer & Rama-Rao, 1978